# 貨幣服務業
貨幣服務業（英語：Money services business）是金融監管使用的法律術語，是指提供資金借貸、轉賬、取現或貨幣兌換服務的企業。該定義不僅包含平常提供這些服務的銀行，還包含非銀行金融機構。